# Phetchabun
Phetchabun (in Thai เพชรบูรณ์, Aussprache: [pʰétt͡ɕʰáʔbuːn]) ist eine Stadt (เทศบาลเมืองเพชรบูรณ์) in der thailändischen Provinz Phetchabun. Sie ist die „Hauptstadt“ der Provinz Phetchabun in der Nordregion von Thailand.
Die Stadt Phetchabun hat 22.468 Einwohner. (Stand 2012)

## Etymologie
Der Name setzt sich zusammen aus เพชร (phet) „Diamant“, von Sanskrit vajra, dem Donnerkeil des Gottes Indra, und บูรณ์ (bun) von Sanskrit/Pali pūraṇa, „voll“.

## Geographie
Phetchabun liegt auf einer Höhe von 114 m. ü. M. und etwa 350 Kilometer nordöstlich von Bangkok. Ab der Hauptstadt kann Phetchabun über die Schnellstraßen Route 1 (125 km) und dann Route 21 (225 km) erreicht werden. Die Stadt liegt inmitten einer reizvollen Landschaft im weitläufigen Tal des Mae Nam Pa Sak (Pa-Sak-Fluss). Das Tal hat ein Nord-Süd-Gefälle. Die fruchtbare Ebene wird intensiv landwirtschaftlich genutzt. Im Norden der Stadt liegt das Phetchabun-Gebirge dessen höchster Gipfel 1794 Meter erreicht. Die östliche und westliche Talseite wird durch bewaldete Ausläufer des Phetchabun-Gebirges gesäumt.

## Klima
|                       | Jan  | Feb  | Mär  | Apr  | Mai   | Jun   | Jul   | Aug   | Sep   | Okt  | Nov  | Dez  |   |         |
| Mittl. Tagesmax. (°C) | 32,3 | 34,6 | 36,5 | 37,3 | 35,1  | 33,4  | 32,6  | 32,0  | 32,2  | 32,2 | 31,5 | 30,9 | ⌀ | 33,4    |
| Mittl. Tagesmin. (°C) | 17,1 | 19,5 | 22,3 | 24,5 | 24,7  | 24,5  | 24,2  | 24,0  | 23,9  | 22,9 | 19,9 | 16,8 | ⌀ | 22      |
|                       |      |      |      |      |       |       |       |       |       |      |      |      |   |         |
| Niederschlag (mm)     | 5,5  | 18,2 | 40,4 | 65,5 | 155,0 | 147,3 | 154,4 | 188,1 | 201,2 | 88,4 | 10,6 | 6,6  | Σ | 1.081,2 |
|                       |      |      |      |      |       |       |       |       |       |      |      |      |   |         |
| Regentage (d)         | 1,1  | 2,1  | 3,8  | 7,4  | 15,8  | 16,6  | 18,3  | 20,8  | 18,3  | 10,6 | 2,4  | 0,7  | Σ | 117,9   |

| 17,1 |

| 19,5 |

| 22,3 |

| 24,5 |

| 24,7 |

| 24,5 |

| 24,2 |

| 24,0 |

| 23,9 |

| 22,9 |

| 19,9 |

| 16,8 |

| 17,1 |

| 19,5 |

| 22,3 |

| 24,5 |

| 24,7 |

| 24,5 |

| 24,2 |

| 24,0 |

| 23,9 |

| 22,9 |

| 19,9 |

| 16,8 |

| N i e d e r s c h l a g | 5,5 | 18,2 | 40,4 | 65,5 | 155,0 | 147,3 | 154,4 | 188,1 | 201,2 | 88,4 | 10,6 | 6,6 |
|                         | Jan | Feb  | Mär  | Apr  | Mai   | Jun   | Jul   | Aug   | Sep   | Okt  | Nov  | Dez |

## Wirtschaft und Bedeutung
In der Stadtnahen Umgebung wird hauptsächlich Landwirtschaft und Viehzucht betrieben:
- Reis
- Mais
- Tabak
- Baumwolle
- Orangen
- Rinderzucht

### Flughafen
- Der Flughafen Phetchabun liegt etwa 33 km nördlich des Stadtzentrums, auf der rechten Seite der Nationalstraße 21.
- Der Militärflughafen Pho Khun Pha Mueang, mit einer Start-/Landebahn von 1500 Meter liegt im Stadtteil Sadiang, Mueang Phetchabun

### Straßen
- Die Route 21 (Nationalstraße 21) durchquert die Stadt in Süd-Nord-Richtung.

## Sehenswürdigkeiten

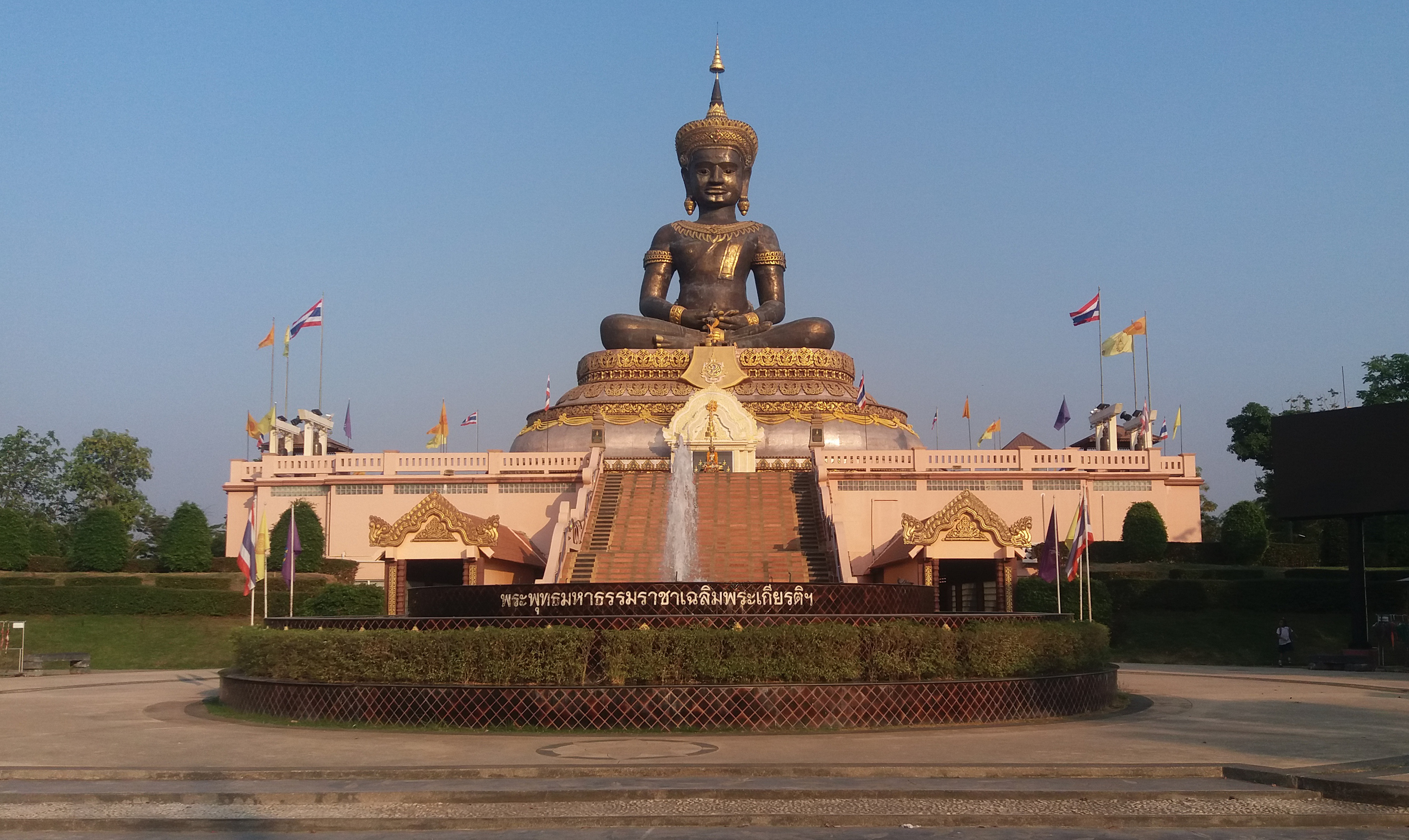
Phra Buddha Maha Thammaracha Chalerm Phrakiat

Zu Ehren Seiner Majestät König Bhumibol Adulyadej und zum Anlass des 84. Geburtstags Seiner Majestät am 5. Dezember 2011, wollte die Bevölkerung von Phetchabun ihrem König ein Monument errichten, welches auch die Stabilität des Buddhismus in Phetchabun verdeutlichen sollte. Seit je her wird hier eine heilige Statue von Phra Buddha Maha Thammaracha (พระพุทธรูปมหาธรรมราชา) verehrt. Diese Statue ist 45,6 cm hoch und 33 cm breit. In einer Bauzeit von nur neun Monaten konnte am 27. September 2011 eine Bronzekopie dieser Statue, mit einer Höhe von 15,599 Meter, einer Breite von 11,984 Meter und einem Gewicht von über 40 Tonnen, auf einem 35 Meter hohen Sockel eingeweiht werden. Die Statue erhielt den Namen:
- Phra Buddha Maha Thammaracha Chalerm Phrakiat (พระพุทธรูปมหาธรรมราชาเฉลิมพระเกียรติ)

und steht im Phetchabura Buddhist Park an der Route 21, etwa 4 km ab Stadtmitte nordwärts, auf der rechten Seite.
Auf Stadtgebiet stehen diverse beachtenswerte, buddhistische Tempelanlagen (Wat). Zum Beispiel der:

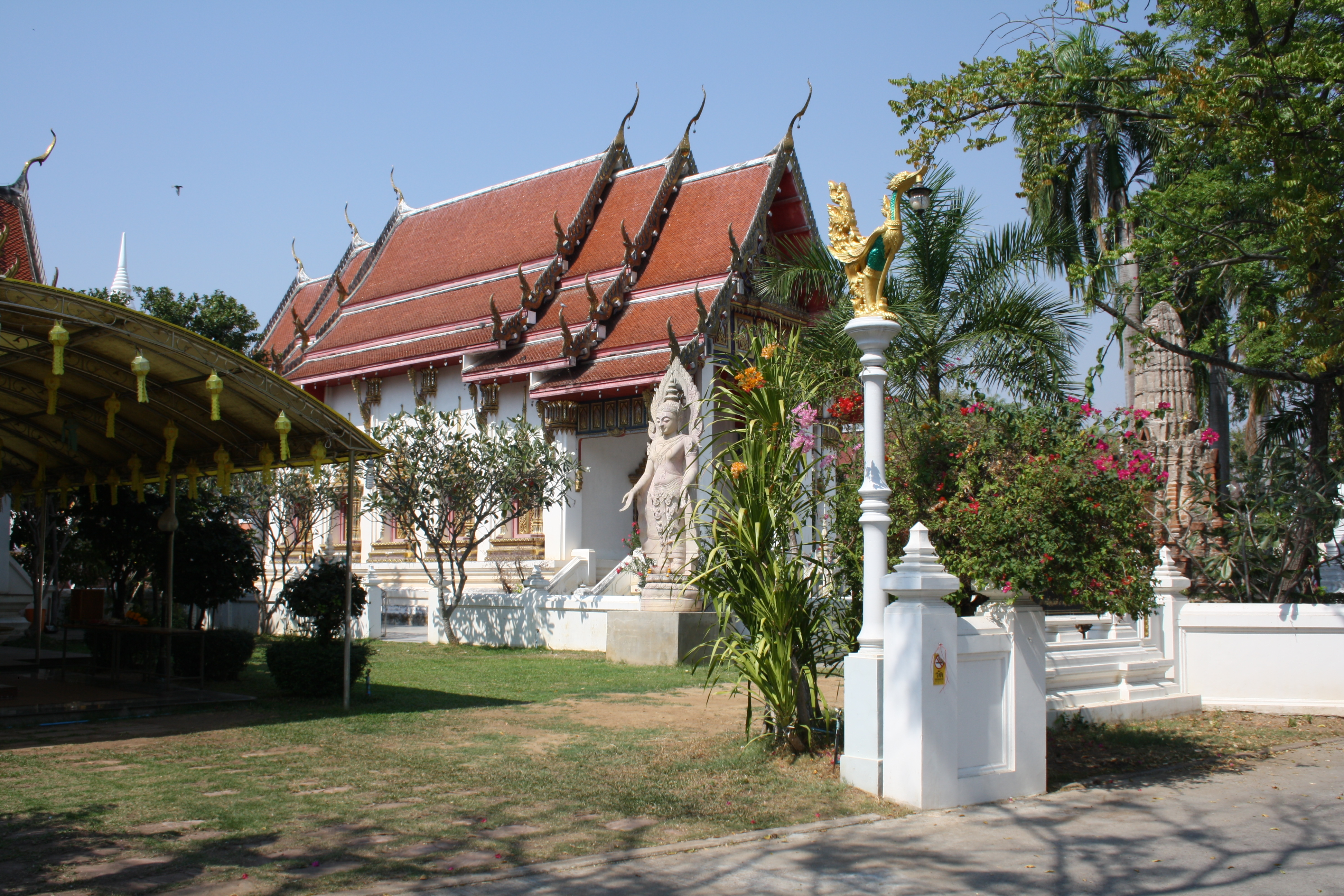
Wat Maha That

- Wat Thung Sadiang (วัดทุ่งสะเดียง), bei der 2006, Nai Mueang
- Wat Chang Phueak (วัดช้างเผือก), an der 2006, Nai Mueang
- Wat Maha That (วัดมหาธาตุ), Nikorn Bamrung Rd.
- Wat Phu Khao Din (วัดภูเขาดิน), Phra Phutthabat Rd.
- Wat Phet Wararam (วัดเพชรวราราม), Thanon Thedsaban Pattana Rd.
- Wat Phra Kaeo (วัดพระแก้ว), Petch Charoen Rd.
- Wat Trai Phum (วัดไตรภูมิ), Phetcharat Alley. Hier wird die heilige Statue des Phra Buddha Maha Thammaracha aufbewahrt.
- Wat Pho Yen (วัดโพธิ์เย็น), Lak Muang Rd.
- Wat Bot Chanaman (วัดโบสถ์ชนะมาร), Soi Sanam Chai 1
- Wat Pratu Dao (วัดประตูดาว), Pratu Dao Alley

Biegt man von der Route 21 in die Burakarm Kovit Rd. (Straße 2006) ein und folgt ihr westwärts, so erreicht man nach etwa 9 km Ban Pa Lao. Das Dorf liegt am
- Stausee Huai-Pa-Daeng

Dieser dient als Wasserreservoir für die landwirtschaftliche Nutzung. Auf der Ostseite des Sees wurde ein etwa 1200 Meter langer und 10 Meter hoher Staudamm mit einer Kronenhöhe von etwa 163 m. ü. M. erstellt. Zwischen Damm und Route 21 ist ein weit verzweigtes Kanalsystem angelegt worden. Über ein Pumpenhaus wird Wasser über den Staudamm in das Kanalsystem befördert. Dadurch kann eine landwirtschaftlich genutzte Fläche von etwa 64 km² mit Wasser versorgt werden. Um bei Höchstwasserstand den Damm vor Beschädigungen durch überflutendes Wasser zu schützen, ist ein trichterförmiges Standrohr erstellt worden. Überlaufendes Wasser fließt in einem Kanal, als Pa Daeng benannt, in den Pa Sak. Der Huai-Pa-Daeng ist ein beliebtes Naherholungsgebiet.

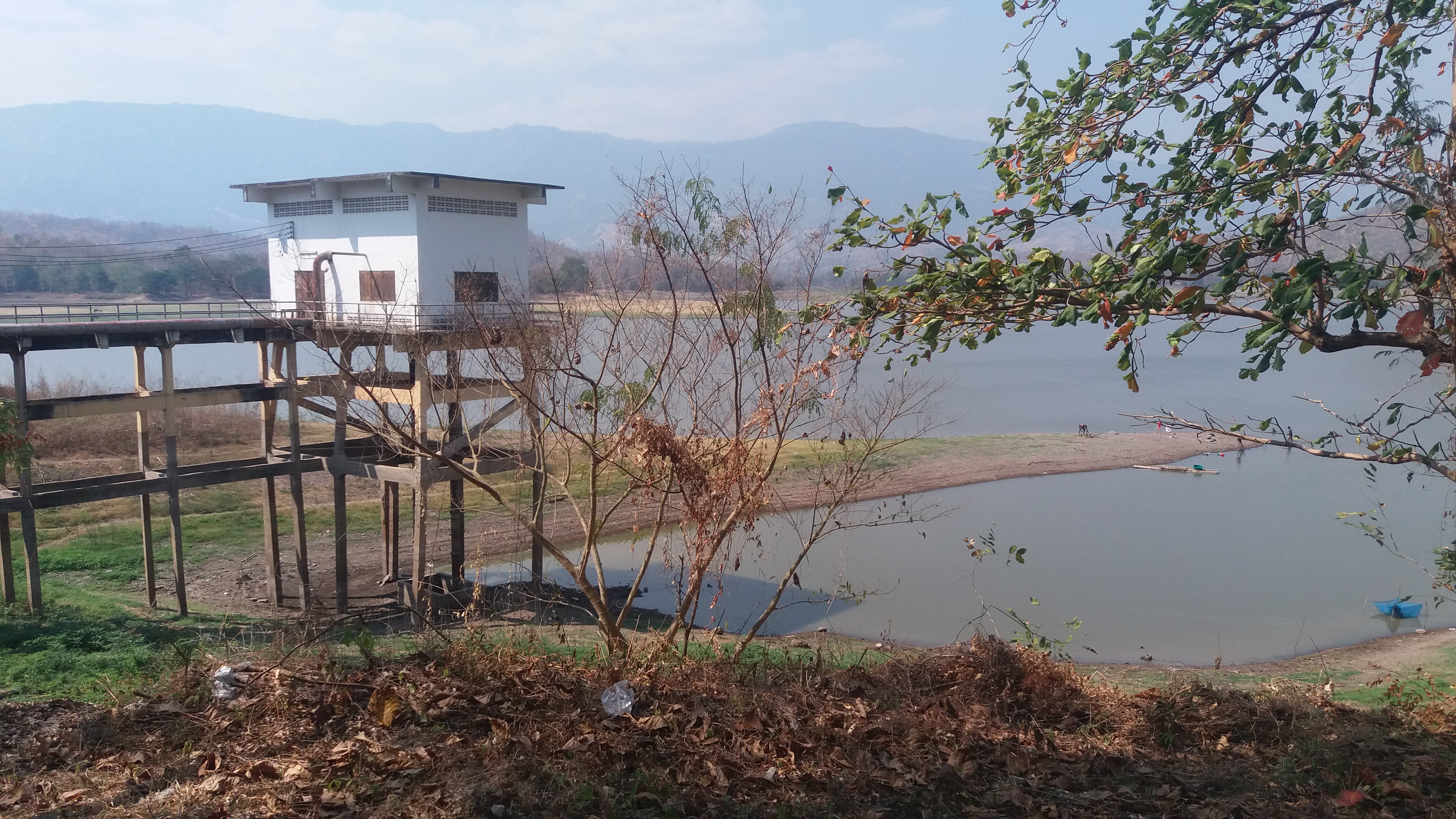
Pumpenhaus im Stausee Huai-Pa-Daeng
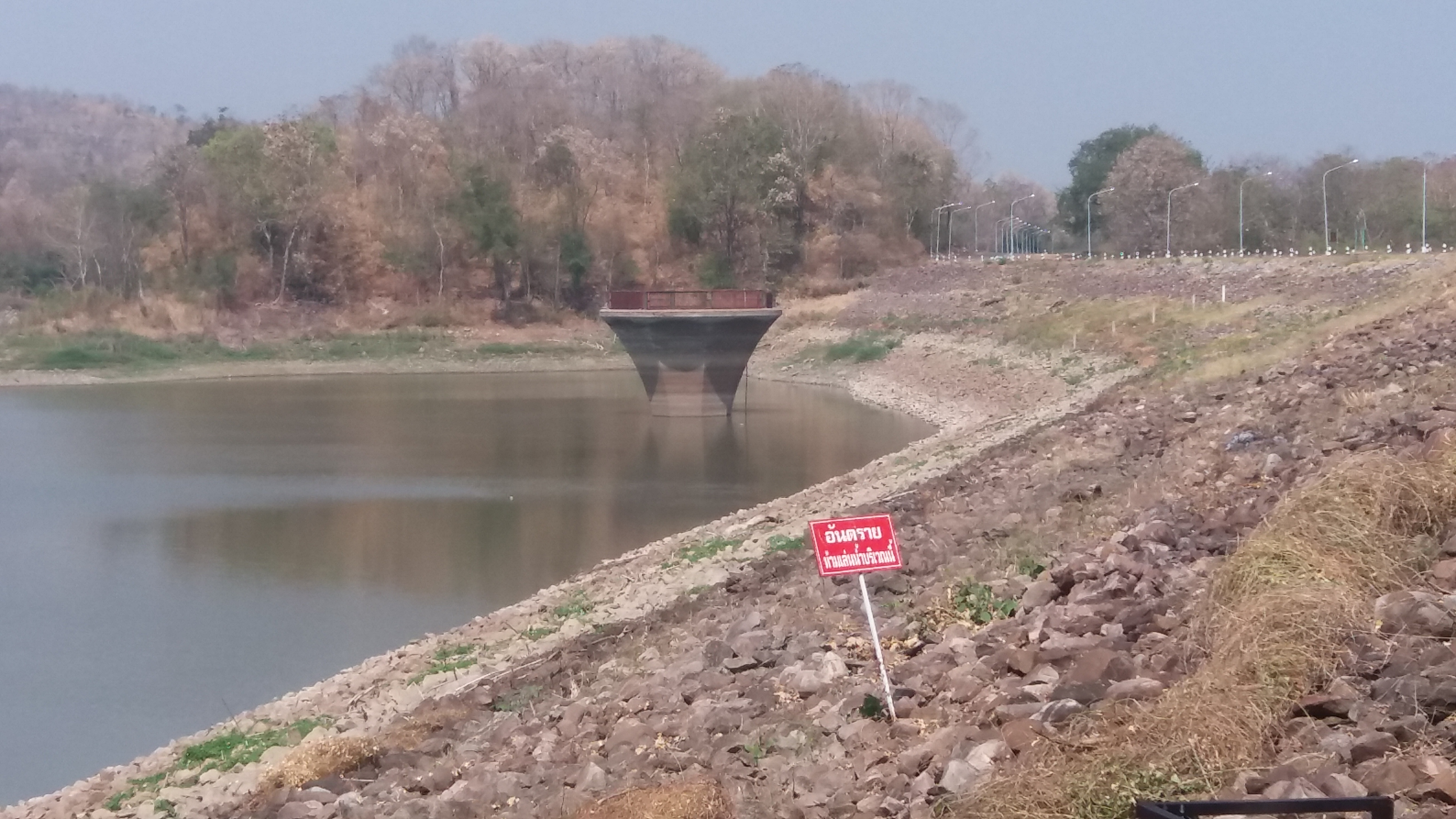
Überlauftrichter im Stausee Huai-Pa-Daeng

Naturerlebnisse pur bieten:
- Nationalpark Thung Salaeng Luang auf der westlichen Seite und
- Nationalpark Tat Mok und
- Nationalpark Nam Nao auf der östlichen Seite von Phetchabun.

Der Nam Nao National Park ist bekannt für seine Tropfsteinhöhlen. In der Tham-Pha-Hong Höhle können große Stalaktiten und Stalagmiten bewundert werden. Bei der Höhle befindet sich ein Aussichtspunkt, der bei Sonnenuntergang einen schönen Ausblick bietet. Die Höhle liegt 83 km nordöstlich von Phetchabun. Der Route 21 44 km in nördlicher Richtung folgen bis in die Stadt Lom Sak, dort der Hauptstraße 12 nach Osten bis zum Kilometerstein 39, in nördlicher Richtung abzweigen, noch 300 Meter bis zum Höhleneingang.

## Persönlichkeiten
- Pongpanot Naknayom (* 1979), Fußballspieler
- Sittisak Tarapan (* 1984), Fußballspieler
- Chakrit Buathong (* 1985), Fußballspieler
- Kosawat Wongwailikit (* 1988), Fußballspieler
- Anan Surattanasin (* 1998), Fußballspieler
- Worapeerachayakorn Kongphopsarutawadee (* 1999), Beachvolleyballspielerin